# Grabowo (powiat olsztyński)
Grabowo – opuszczona kolonia w Polsce położona w województwie warmińsko-mazurskim, w powiecie olsztyńskim, w gminie Purda.
W latach 1975–1998 miejscowość administracyjnie należała do województwa olsztyńskiego.
Obecnie w miejscowości nie ma zabudowy.